# A menekülő ember (film, 1987)
A menekülő ember (eredeti cím: The Running Man) 1987-es amerikai sci-fi akciófilm, melyet Paul Michael Glaser rendezett. A forgatókönyvet Steven E. de Souza írta, Stephen King azonos című regénye alapján, de a cselekmény sok tekintetben különbözik az alapműtől. A főszerepben Arnold Schwarzenegger látható. Glasernek – aki már a negyedik volt a film lehetséges rendezőinek sorában – ez volt a második filmrendezése, emiatt neki tulajdonították a film mérsékelt sikerét.
Az Amerikai Egyesült Államokban 1987. november 13-án mutatták be a mozikban. Magyarországon 1990. július 26-án jelent meg szinkronizálva.

## Cselekmény
A nem túl távoli jövőben a gazdaság összeomlott, az éhező-lázongó tömegeket a diktatórikus állam rendőri erőszak-szervezetekkel igyekszik féken tartani. Ennek egy másik eszköze A menekülő ember című tévéshow, ahol elítélt bűnözők menekülnek a műsor sztárnak számító vadászai elől egy új élet reményében. Ben Richards egykori rendőr néhány társával megszökött a börtönből, ahova ártatlanul zárták egy rákent tömegmészárlás miatt, de egy túszként magukkal tartott nő lebuktatja őket, és Richards a nővel együtt a műsorban találja magát. Egyetlen céljuk a túlélés úgy, hogy a fél világ őket nézi. Richardsot azonban nem olyan fából faragták, hogy néhány tévés sztárüldöző levadászhatná, és sorban teszi el őket láb alól. Közben egy föld alatti ellenzéki szervezetnek is segít átvenni a hatalmat, és végül a show vezetőjével, Damon Killiannel is leszámol.

## Szereplők
| Szerep             | Színész               | Magyar hang     |
| ------------------ | --------------------- | --------------- |
| Ben Richards       | Arnold Schwarzenegger | Vass Gábor      |
| Amber Mendez       | Maria Conchita Alonso | Orosz Helga     |
| William Laughlin   | Yaphet Kotto          | Hankó Attila    |
| Harold Weiss       | Marvin J. McIntyre    | Kautzky Armand  |
| Damon Killian      | Richard Dawson        | Gruber Hugó     |
| Szabadság kapitány | Jesse Ventura         | Kránitz Lajos   |
| Tűzgolyó           | Jim Brown             | Faragó József   |
| Dynamo             | Erland van Lidth      | Kardos Gábor    |
| Körfűrész          | Gus Rethwisch         | Melis Gábor     |
| Nullafok           | Professor Toru Tanaka | –               |
| Mic                | Mick Fleetwood        | Kenderesi Tibor |
| Stevie             | Dweezil Zappa         | Bognár Zsolt    |
| Brenda             | Karen Leigh Hopkins   | Simon Mari      |
| Sven               | Sven-Ole Thorsen      | Konrád Antal    |